# Columbus-Center Bremerhaven

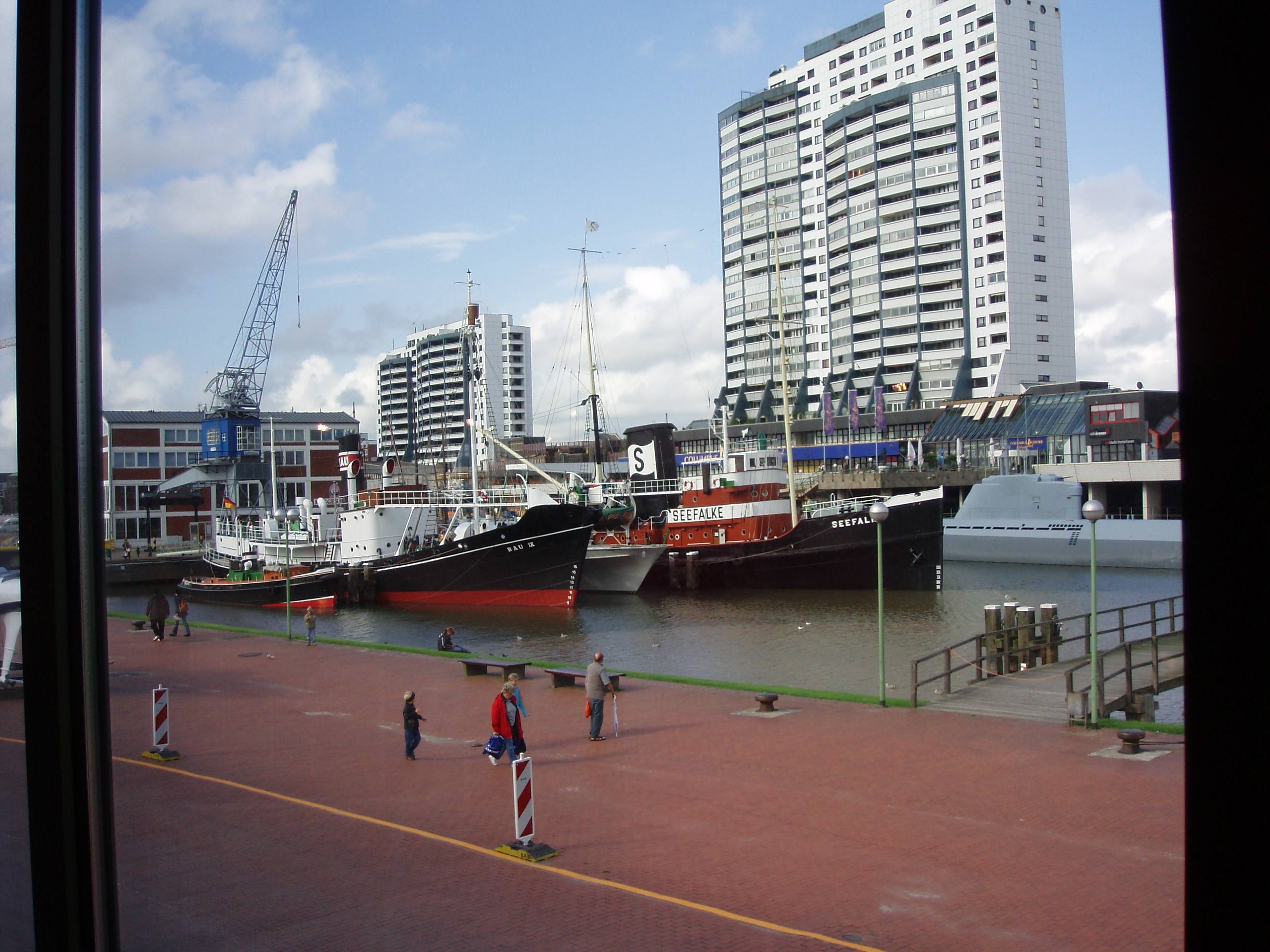
Alter Hafen und Columbus-Center

Das Columbus-Center Bremerhaven ist ein stadtbildprägender Gebäudekomplex auf der Ostseite des Alten Hafens bzw. am westlichen Rand der Innenstadt.

## Bau
1970/71 erhielt durch einen Architektenwettbewerb die Gruppe ASAD Darmstadt den Ersten Preis. Die Neue Heimat und die Stadt unter Werner Lenz   beauftragten die Gruppe mit der Planung. Der Darmstädter und nun Bremerhavener Architekt Peter Weber setzte das Wettbewerbsergebnis in einen Entwurf um. Die Bremerhavener Architekten Weber und Gestering realisierten das Bauwerk. Baubeginn war am 1. Dezember 1975; im selben Jahr waren bereits der Alte Hafen umgestaltet und das Deutsche Schifffahrtsmuseum eröffnet worden. Die Einweihung des Hauptabschnittes erfolgte am 27. April 1978. Eine zusätzliche ÖPNV-Haltestelle in der Bürgermeister-Smidt-Straße, Eingang Höhe Mittelstraße, wurde eingerichtet.
Das Columbus-Center besteht aus zwei Parkdecks, über denen sich in zwei weiteren Geschossen ein Einkaufs- und Dienstleistungszentrum mit etwa 75 Geschäften, Restaurants etc. auf über 30.000 m² befindet. Drei bis zu 88 Meter hohe Hochhaustürme, die den Schornsteinen von Schiffen nachempfunden sein sollen, erheben sich über dieser Basis. Sie enthalten insgesamt 469 Wohnungen. Die Einkaufspassage trägt den amtlichen Straßennamen Obere Bürger in Anlehnung an Bremerhavens Haupteinkaufsstraße Bürgermeister-Smidt-Straße, auch kurz Bürger genannt. Seit 1983 unterhielt Radio Bremen hier ein Regionalstudio, das im Oktober 2021 in ein Gebäude an der Ecke Am Alten Hafen/Keilstraße verlegt wurde. 2011 wurde die Einkaufspassage um den Bauabschnitt Weserpassage anstelle des Weser-Forums erweitert, der  weitere Einzelhandelsflächen und einen Zugang zu den nördlich des Gebäudes liegenden Parkplätzen sowie zu den Reisebus-Haltestellen der unter dem Center verlaufenden Columbusstraße schafft.
Vom Columbus-Center führen zwei Brücken über den Alten Hafen, die 1978 in Betrieb genommene Holländerbrücke und die 2009 eröffnete Gläserne Drehbrücke. Sie stellen die kürzeste Verbindung vom südlichen Abschnitt der Bürger zum Museumshafen im Alten Hafen, dem Deutschen Schifffahrtsmuseum, dem Klimahaus Bremerhaven und den weiteren Sehenswürdigkeiten entlang des Weserdeiches dar.

## Columbus-Statue

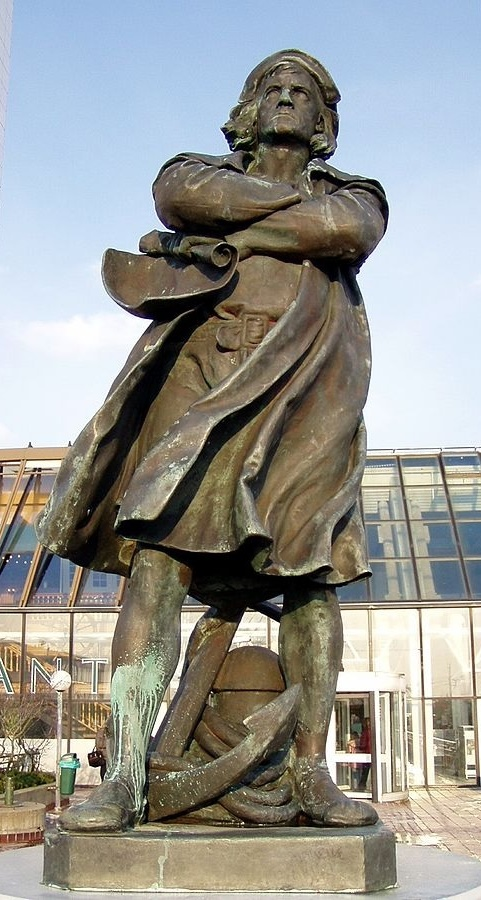
Die Columbus-Statue vor dem Columbus-Center

Mittig zwischen den zwei höchsten Gebäuden des Columbus-Centers steht die Columbus-Statue (Lage: 53° 32′ 30,2″ N, 8° 34′ 39,7″ O). Sie war eine Spende des in Amerika reich gewordenen Partikuliers Bernhard von Glan. Er setzte sich in seinem Geburtsort zur Ruhe und ließ die Statue von dem Bildhauer Ludwig Habich anfertigen und 1897 im Park von Speckenbüttel aufstellen. Sie wurde aber während des Ersten Weltkriegs für die Rüstungsindustrie eingeschmolzen. 1960 wurde das Original-Gipsmodell wiedergefunden und 1978 wurde schließlich ein Bronzeabguss davon an dem heutigen Standort aufgestellt.